# The Best of the Eagles
The Best of the Eagles è un album raccolta del gruppo musicale statunitense Eagles, pubblicato nel 1985.

## Tracce
1. Take It Easy – 3:29 (Jackson Browne, Glenn Frey)
2. Peaceful, Easy Feeling – 4:16 (Jack Tempchin)
3. Desperado – 3:33 (Glenn Frey, Don Henley)
4. Tequila Sunrise – 2:52 (Don Henley, Glenn Frey)
5. Best of My Love – 4:35 (Glenn Frey, Don Henley, J.D. Souther)
6. Lyin' Eyes – 6:23 (Glenn Frey, Don Henley)
7. Take It to the Limit – 4:48 (Glenn Frey, Don Henley, Randy Meisner)
8. One of These Nights – 4:51 (Glenn Frey, Don Henley)
9. Hotel California – 6:30 (Don Felder, Glenn Frey, Don Henley)
10. New Kid in Town – 5:04 (Glenn Frey, Don Henley, J.D. Souther)
11. Life in the Fast Lane – 4:46 (Glenn Frey, Don Henley, Joe Walsh)
12. Heartache Tonight – 4:26 (Glenn Frey, Don Henley, Bob Seger, J.D. Souther)
13. The Long Run – 3:42 (Glenn Frey, Don Henley)

## Formazione
- Don Henley - batteria, voce
- Glenn Frey - chitarra, voce
- Randy Meisner - basso, voce
- Timothy B. Schmit - basso, voce
- Joe Walsh - chitarra, voce
- Don Felder - chitarra

## Classifiche
| Classifica            | Posizione migliore |
| --------------------- | ------------------ |
| ARIA Charts           | 5                  |
| RIANZ                 | 1                  |
| Official Albums Chart | 8                  |